# Червеногръд осояд
Червеногръд осояд (Pernis celebensis) е вид птица от семейство Ястребови (Accipitridae).

## Разпространение
Видът е разпространен субтропичните и тропически влажни низини и планински гори на Сулавеси.